# ブリジット・エヴァレット
ブリジット・エヴァレット（Bridget Jean Everett、1972年4月21日 - ）はアメリカ合衆国のコメディエンヌ、女優である。

## 来歴
1972年、カンザス州のマンハッタンに生まれる。6人兄弟がいる中の末っ子だった。父親のドン・エヴァレットは、カンザス州議会元老院の議員で、母親は音楽教師だった。幼少期から水泳と合唱団などを得て、高校卒業後はアリゾナ州立大学へ進学し、母親の影響もあり音楽とオペラを学んだ。1997年にニューヨークへ移り住み、レストランのウェイトレスとして働き始める。
2007年からオフ・ブロードウェイのミュージカル舞台などに立ち始め、キャリアをスタート。2008年にはサラ・ジェシカ・パーカー主演のドラマ映画化作品『セックス・アンド・ザ・シティ』で映画デビュー。2009年にコメディ・フェスティバルJust for Laughsにおいて、コメディエンヌで女優のエイミー・シューマーと出会ったことがきっかけで、2012年からシューマーの全米ツアーの前座としてたびたび出演した。同年にはテレビシリーズ『NYボンビー・ガール』でテレビデビューも飾り、順調にキャリアを重ねていく。
2022年にはテレビシリーズ『サムバディ・サムウェア』で念願の主役を演じた。同作品での演技は高く評価され、クリティクス・チョイス・アワードをはじめ、いくつかの助演賞にノミネートされている。作品自体も高い評価を得て、テレビ・ラジオの優れた作品に贈られるピーボディ賞を受賞した。

## 出演作品

### 映画
- セックス・アンド・ザ・シティ Sex and the City （2008）
- ゲイビー Gayby （2012年）
- The Opposite Sex （2014年）
- エイミー、エイミー、エイミー! こじらせシングルライフの抜け出し方 Trainwreck （2015）
- パティ・ケイク$ Patti Cake$ (2017）
- ママたちのパーティーナイト Fun Mom Dinner (2017)
- 結婚まで1% Permission (2017)
- リトルデビル Little Evil (2017)
- 私の人生、代役に頼んでみた The Stand In (2020)
- ブレイキング・ニュース・イン・ユバ・カウンティ Breaking News in Yuba County (2021)
- モンスターズ・リーグ Rumble (2021) ※アニメ映画

### テレビシリーズ
- NYボンビー・ガール 2 Broke Girls (2012)
- She's Living for This (2012)
- インサイド・エイミー・シューマー Inside Amy Schumer (2013 - 2022)
- バチェロレッテ The Bachelorette (2015)
- GIRLS/ガールズ Girls (2016)
- Party Legends (2016)
- レディ・ダイナマイト Lady Dynamite (2016)
- Full Frontal with Samantha Bee (2017)
- The Real Housewives of New York City (2018)
- Another Period (2018)
- Camping (2018)
- Twelve Forever (2019) ※声の出演
- アンビリーバブル たった1つの真実 Unbelievable (2019)
- 僕と生きる人生 Living with Yourself (2019)
- At Home with Amy Sedaris (2019 - 2020)
- AJ&クイーン AJ and the Queen (2020)
- サムバディ・サムウェア Somebody Somewhere (2022 - 2024)

### テレビアニメ
- ボス・ベイビー: ビジネスは赤ちゃんにおまかせ! The Boss Baby: Back in Business (2020)
- ボブズ・バーガーズ Bob's Burgers (2021)
- Carol & the End of the World (2023)